# Jagärhär
Artikelns titel kan av tekniska skäl inte återges korrekt. Den korrekta titeln är #jagärhär.
#jagärhär är en partipolitiskt och religiöst obunden ideell förening. Den startades som en grupp på Facebook den 13 maj 2016 av journalisten och författaren Mina Dennert. Föreningens syfte är att förändra tonen i samhällsdebatten genom att bland annat uppmuntra civilkurage och motarbeta näthat och filterbubblor. Föreningen skriver även artiklar, håller föreläsningar och debatter, gör utredningar samt medverkar i olika beslutsfattande sammanhang. Föreningen har uppmärksammats i media och tilldelats flera priser för sitt arbete. Facebookgruppen bestod i november 2017 av drygt 76 600 medlemmar.
För att bli medlem i föreningen måste man i tre månader det senaste året ha varit moderator i föreningens facebook-grupp eller av styrelsen bedömts ha bidragit på likvärdigt sätt.
I en välgörenhetsauktion, anordnad av Bukowskis den 21 februari 2016, såldes tre unika fotografier från musikgruppen Kents avskedskonsert. Syftet med auktionen, som namnsattes efter Kent-låten ”Om du var här”, var att samla in pengar till #jagärhär. Sammanlagt gav auktionen 1 185 000 kr som skänktes till föreningen.
I april 2017 lanserades föreningens webbsajt www.jagarhar.se. Gruppen har efter bildandet fått efterföljare i Norge (#ViErHer), Finland (#OlenTäällä) och Tyskland (#ichbinhier).

## Priser och utmärkelser
- Rättvisepriset 2016 utdelat av Rättviseförmedlingen.[11]
- Årets samhällsaktör 2016 utdelat av kommunikationsbyrån Gullers Grupp.[11]
- Årets integration utdelat av Faktum 2017.[12]
- Anna Lindhs pris utdelat av Anna Lindhs minnesfond 2017 till Mina Dennert för skapandet av #jagärhär.[13]
- Årets initiativ 2017 utdelat av Forum - idéburna organisationer med social inriktning till organisationen #jagärhär.[14]